# Celebrity Summit
Celebrity Summit — круизное судно класса Millennium, принадлежащее круизному оператору Celebrity Cruises. Это третий построенный корабль этого класса, после Celebrity Millennium и Celebrity Infinity. Позже было построено ещё одно судно — Celebrity Constellation. Лайнер Celebrity Summit был построен на верфи Chantiers de l'Atlantique, Сен-Назер, Франция, в 2001 году под названием Summit. В 2008 году судно было переименовано в Celebrity Summit.
В настоящее время корабль в основном выполняет маршруты только в северо-американском регионе из городов Бейонн, Нью-Джерси или Сан-Хуана. Зимой — южные Карибские острова (Санта Крус, Сент Китс и Невис, Доминика, Гренада, Сент Томас, Сент Мартен, Барбадос и Антигуа), летом — Бермудские острова (Kings Wharf). При осенних круизах в Канаду и Новую Англию основные порты захода: Портленд, Бар-Харбор, Сент-Джон, Галифакс, Квебек и Шарлоттаун.
В интерьере повторно использованы лаковые панели в стиле ар-деко, созданные Жаном Дюнаном для корабля "Нормандия".
В 2012 году судно было модернизировано и добавлено 60 новых кают.

## Инциденты
Летом 2006 года Celebrity Summit при заходе в порт Сьюард, штат Аляска, своим корпусом убил горбатого кита.
3 апреля 2010 года 55-летний пассажир Боб Гвишес (англ. Bob Gvicious) упал за борт во время карибского круиза. После этого мужчина находился в воде 19 часов, пока не доплыл до берега у Кайо Лобос, примерно в трёх милях от Фахардо, Пуэрто-Рико.
В марте 2017 года судну потребовался незапланированный ремонт в сухом доке из-за проблемы с движителем. Один круиз был сокращён, а следующий отменён.